# Jorge Villoldo
Jorge Villoldo (Buenos Aires, ¿? - Buenos Aires, 1976) fue un actor cinematográfico argentino.

## Carrera
Villoldo fue uno de los actores de reparto más requeridos, que trabajó en una gran cantidad de películas argentinas, casi comparables a la cantidad de películas en las que participaron José Ruzzo o Carlos Enríquez. Filmó más de 60 películas en poco más de 20 años, junto a figuras cinematográficas como Olga Zubarry, Roberto Airaldi, Vincente Padula, Mecha Ortiz, Mario Soffici, Fernando Lamas, Susana Campos, Virginia Romay, Duilio Marzio, Margarita Corona, Gilda Lousek, Pablo Moret, Alfonso Pisano, Alberto Closas, Amelia Bence, entre muchos otros.
En 1960 se destacó en televisión  en La hermana de San Sulpicio, con el personaje del Catalán. El elenco lo conformaban  Nelly Beltrán, Carmen Caballero, Carlos D'Agostino, Lolita Torres, Fernando Siro y Enrique Vilches.

### Filmografía
- 1936: Santos Vega
- 1937: La vuelta de Rocha
- 1939: …Y mañana serán hombres
- 1940: Confesión
- 1941: Una vez en la vida
- 1941: La casa de los cuervos
- 1941: Hogar, dulce hogar
- 1941: La canción de los barrios
- 1942: Su primer baile
- 1942: Sendas cruzadas
- 1942: Secuestro sensacional
- 1942: El camino de las llamas
- 1942: En el viejo Buenos Aires
- 1942: Historia de crímenes
- 1943: Frontera Sur
- 1944: El fin de la noche
- 1944: La danza de la fortuna
- 1945: María Celeste
- 1945: Allá en el setenta y tantos
- 1945: Besos perdidos
- 1946: El pecado de Julia
- 1946: 3 millones y el amor
- 1946: Mosquita muerta
- 1947: Madame Bovary
- 1947: El misterio del cuarto amarillo
- 1946: El tercer huésped
- 1946: Las tres ratas
- 1947: Tela de araña
- 1947: El hombre que amé
- 1947: Siete para un secreto
- 1948: El tambor de Tacuarí
- 1948: María de los Ángeles
- 1948: La serpiente de cascabel
- 1948: Compañeros de aventuras
- 1949: Morir en su ley
- 1949: El secreto de una vida
- 1950: Toscanito y los detectives
- 1950: El seductor
- 1950: Don Fulgencio (El hombre que no tuvo infancia)
- 1950: Cinco grandes y una chica
- 1950: Bólidos de acero
- 1950: Valentina
- 1950: Los Vengadores
- 1950: Cinco locos en la pista
- 1950: Historia de una noche de niebla
- 1950: Martín Pescador
- 1950: Abuso de confianza
- 1950: Marihuana
- 1951: Fantasmas asustados
- 1952: Un guapo del 900
- 1952: Como yo no hay dos
- 1952: Martín el gaucho
- 1953: Dock Sud
- 1954: Sucedió en Buenos Aires
- 1954: Dringue, Castrito y la lámpara de Aladino
- 1954: La telaraña
- 1954: Torrente indiano
- 1954: Misión extravagante
- 1955: Pájaros de cristal
- 1955: Mercado de abasto
- 1955: La Tierra del Fuego se apaga
- 1956: Los tallos amargos
- 1956: La muerte flota en el río
- 1956: Después del silencio
- 1956: El satélite chiflado
- 1956: Sección desaparecidos
- 1958: El hombre que hizo el milagro
- 1960: La madrastra
- 1962: Mate Cosido[4]